# Bussana Vecchia

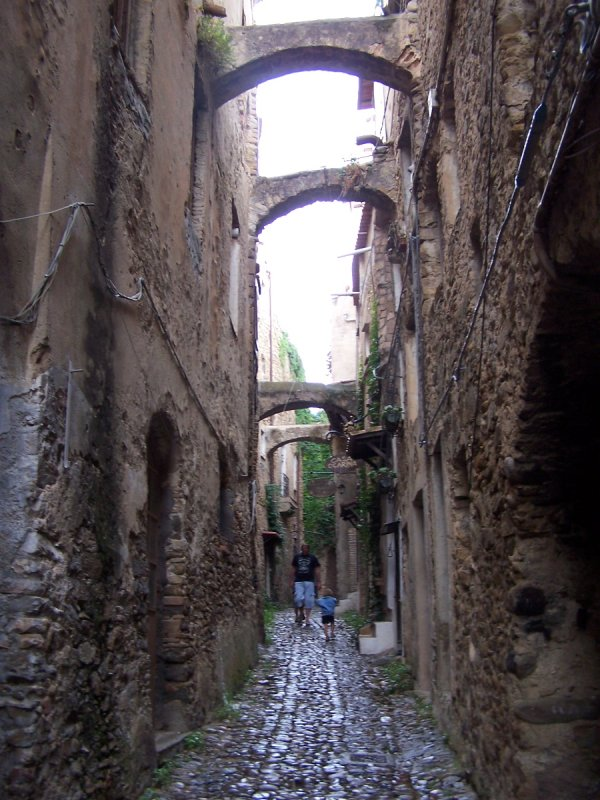
Un carrer típic de Bussana Vecchia en l'actualitat.

Bussana Vecchia («Bussana Vella») és una ciutat fantasma a la Ligúria, a uns pocs quilòmetres de la frontera italo-francesa. Depèn administrativament de la ciutat de Sanremo.

## Història
Bussana va ser fundada probablement en la segona meitat del segle ix quan la regió costanera va ser repetidament atacada pels sarraïns. Va ser construïda a la part alta d'un pujol perquè pogués defensar-se fàcilment.
El 1429 tenia 250 habitants i se li va concedir autonomia per la República de Gènova. El va seguir un període de desenvolupament i la major part dels edificis actuals es van construir en aquesta època.

## Terratrèmol
La Riviera francesa i la Ligúria occidental estan en una regió de risc sísmic moderat. El terratrèmol més greu es va produir el 23 de febrer de 1887. Van morir més de 2.000 persones. El major dany a Bussana es va produir a les 06:21 d'aquell matí; una ona sísmica de vint segons va causar la destrucció immediata i la mort de tots els habitants del poble.
El terratrèmol va ser el primer documentat per un veritable sismògraf construït per Filippo Cecchi a Moncalieri, Itàlia.
La major part dels edificis van quedar molt danyats i les autoritats van decidir reconstruir el poble en un nou lloc turó avall, anomenat Bussana Nuova («Bussana Nova»). El poble antic es va abandonar i tots els seus edificis es van declarar perillosos.

## Renaixement

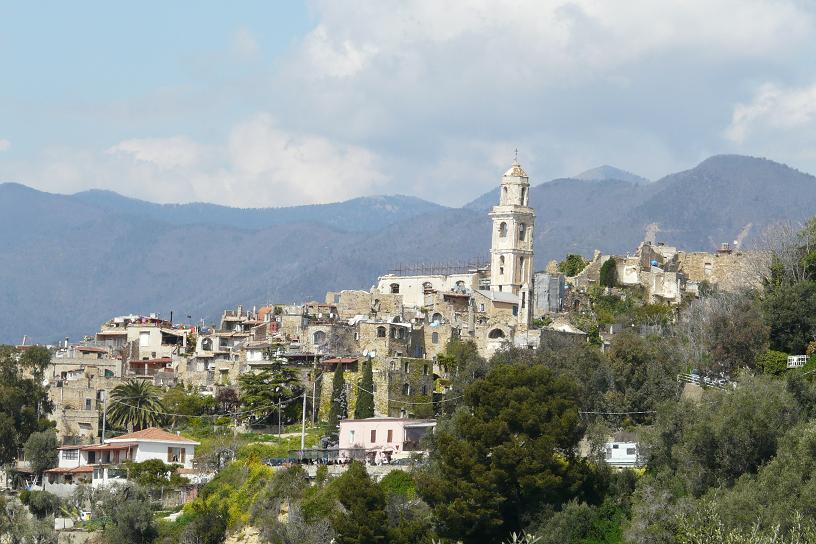
Bussana Vecchia

El 1947 immigrants de la Itàlia meridional van començar a establir-se il·legalment a la ciutat fantasma. Després d'uns quants desnonaments forçosos per la policia italiana els anys cinquanta, les autoritats van ordenar la destrucció de totes les escales i teulades.
Malgrat això, a principis dels seixanta, un grup d'artistes, la Comunitat d'Artistes Internacionals (avui Poble d'Artistes Internacional), van decidir traslladar-se a Bussana Vecchia. L'esperit de l'organització era una cosa idealista: ser capaços de viure senzillament i treballar artísticament dins el poble.
Al poble no hi havia electricitat, aigua corrent ni sanejament, però la nova comunitat d'habitants va créixer des d'un petit nucli original fins a unes 20 o 30 persones cap a l'any 1968, en la seva major part artistes hippies de tot Europa (italians, austríacs, anglesos, francesos, danesos, alemanys i suecs).
Les tensions amb els antics habitants i amb la policia van anar creixent fins que el 25 de juliol de 1968 es va ordenar de nou el desallotjament i la policia va ser enviada al poble a reforçar-lo. Quan les forces policials van arribar, es van trobar amb els ocupants defensant-se rere les barricades i rebutjant anar-se'n, i també amb un gran grup de reporters internacionals. La policia va decidir evitar la confrontació.

## Situació actual
El Poble d'Artistes Internacional va néixer i malgrat la confrontació periòdica amb les autoritats (l'última ordre d'expulsió es va emetre el 1997 quan tots els edificis es van declarar propietat del govern italià), la comunitat encara hi viu, venent les seves obres als turistes o organitzant esdeveniments artístics.
Durant els anys 1980-1981, la ràdio pirata francesa Ràdio K retransmetia des de Bussana Nuova.